# Балко Степан
Балко́ Степа́н (21 січня 1921, с. Осташівці, нині Зборівського району Тернопільської області — 24 липня 1998, м. Сідней, Австралія) — український громадський діяч, аудитор. Один із перших учителів «Рідної школи» в Сіднеї (1950—1960), співорганізатор і перший голова дирекції Фундації українознавчих студій кафедри українознавства при Австралійському університеті.